# Песня (фильм)
«Песня» (фин. Laulu) — полнометражный документальный фильм 2014 года производства Финляндии о рунопевческой традиции и успокаивающей силе пения. Режиссёр и сценарист — Селма Вилхунен (Финляндия).

## Сюжет
Рунопевец Юсси Хуовинен (1924—2017), научившийся искусству рунических песнопений в стиле Калевалы от своих родителей, живёт на севере-востоке Финляндии в отдалённой деревне Хиетаярви коммуны Суомуссалми (в финской части Беломорской Карелии), совсем рядом с российско-финляндской границей, оставшись единственным постоянным жителем своей деревни; его называют последним рунопевцем Финляндии, последним хранителем тысячелетней устной поэтической традиции. Ханнериина Мойссейнен (род. 1978) — молодая художница комиксов, художница-иллюстратор. В картине рассказывается о продолжавшихся в течение двух с половиной лет (с 2010 года) встречах Хуовинена и ставшей его ученицей Мойссейнен: она учится исполнению рун и игре на кантеле, постигает мудрость, скрытую в древних песнях. Как писала про неё Ниина Холм, обозреватель киножурнала Episodi, Мойссейнен занимается делами, ориентируясь не на внешнее, а на внутреннее, исходя не из неких давно возникших убеждений, а ориентируясь на свои внутренние потребности, больше прислушиваясь не к разуму, а к своим чувствам.

## Отзывы
Журналист Кари Салминен назвал фильм «красивым и скромным», со своим собственным «северным ритмом». По его мнению, в фильме явно пролеживается столкновение двух художественных концепций: для Мойссейнен рунопевчество является способом выражения своих внутренних чувств, её творчество направлено вовне; для Хуовинена же его пение представляется не столько творчеством, сколько способом сохранения традиций, способом представления того, что было сделано его предками. Зрителю кажется, что он поёт не для кого-то, а в большей степени для самого себя, находясь в неком «повседневном трансе».
Хенри Валттер Ренстрём в статье в «Turun Sanomat» написал, что амбициозная задача запечатлеть на экране кусочек исчезающего мира фольклора была в целом решена Селмой Вилхунен вполне успешно; также он отметил, что ему было очень интересно наблюдать за «чрезвычайно симпатичными» главными героями фильма, Юсси Хуовиненом и Ханнерииной Мойссейнен, особенно за их взглядами, жестами и песнями, с помощью которых они выражают свою дружбу. Ренстрём также отметил, что фильм по своему стилю в большей степени подходит для показа по телевидению, а не в кинотеатрах, поскольку в нём в большом количестве присутствуют такие некинематографические элементы, как «говорящие головы», длинные вокальные партии и закадровый голос.
Кроме того, Ренстрём написал, что фильм получился несколько фрагментарным, как бы состоящим из двух фильмов: один — про Хуовинена и его пение, второй — про Мойссейнен с Хуовиненом в качестве второстепенного персонажа; по его мнению, Вилхунен так и не решила, на какой именно из этих двух историй следует сосредоточиться. Подобную идею «о двух фильмах в одном» высказал и Олли-Матти Ойнонен из Savon Sanomat. По его мнению, Вилхунен как режиссёр очень деликатна и у неё доброе сердце, и фильм у неё вышел искренним и трепетным, но идея режиссёра показывать одни и те же явления не с одной, а с двух точек зрения не было сколько-нибудь удачно поплощена в жизнь. Ойнонен считает, что было бы правильным целиком посвятить фильм Юсси Хуовинену, жизнь которого представляет собой истинную сокровищницу поэзии.
Ниина Холм из киножурнала Episodi положительно отозвалась о фильме, назвав его одновременно «сентиментальным и профессиональным». По её мнению, Вилхунен обладает достаточным опытом и хорошим чувством меры, выделяя каждому из героев своего фильма оптимальное количество экранного времени и пространства. Холм также отметила необычный эффект, время от времени возникающий при встречах старика Хуовинена со своей ученицей Мойссейнен: обычно это просто встречи, тёплые и весьма незамысловатые, но иногда вдруг во время их совместных песнопений возникает ощущение чего-то очень древнего; такое же чувство, по мнению Холм, возникло и в эпизоде, когда Мойссейнен привела к Хуовинену свою исландскую подругу Сольвейг Тороддсен.
Ютта Сархимаа из Nyt (еженедельного приложения к газете Helsingin Sanomat) обратила внимание, что в фильме напрямую почти ничего не говорится о прошлом Хуовинена, но при этом создаётся впечатление, что о нём через эмоции, порождаемые мелодиями и поэзией, рассказывают древние песни. Также она отметила отличную работу звукорежиссёра Туомаса Клааво и команду полевой звукозаписи, сумевших донести до зрителя древнюю силу тягучего и притягательного голоса Юсси Хуовинена.

## Участие в конкурсах и кинопоказах
В 2015 году картина была показана в России — она участвовала в III Хайкольском осеннем фестивале (проходившем в деревне Хайколя Калевальского района Карелии), представляла картину сама Вилхунен; фильм был показан в переводе, сделанном силами Фонда Ортьё Степанова.

«Песня — это сила, которая связывает людей независимо от времени и пространства, притягивая их к чему-то большему. Когда боль огромна, песня утешает, когда же на сердце радость, песня её умножает».
Оригинальный текст (фин.)Laulu on se voima, joka yhdistää ihmiset ajasta ja paikasta riippumatta ja kiinnittää heidät osaksi jotakin suurempaa. Se lohduttaa silloin kun kipu on suurin, ja sen avulla ilo moninkertaistuu.
— Вейкко Хууска